# Sh2-146
Sh2-146 è una piccola nebulosa a emissione visibile nella costellazione di Cefeo.
Si individua nella parte sudorientale della costellazione, a circa un terzo della distanza angolare fra ζ Cephei e β Cassiopeiae; il periodo più indicato per la sua osservazione nel cielo serale ricade fra i mesi di luglio e dicembre ed è notevolmente facilitata per osservatori posti nelle regioni dell'emisfero boreale terrestre, dove si presenta circumpolare fino alle regioni temperate calde.
Si tratta di una remota regione H II asimmetrica ed evoluta, dalla forma che ricorda vagamente un'orchidea, situata sul Braccio di Perseo a circa 5480 parsec (17860 anni luce) di distanza; la nebulosa è attraversata da est a ovest da una banda oscura, al cui interno è stata individuata la sorgente di radiazione infrarossa IRAS 22475+5939. Una seconda sorgente infrarossa, indicata come IRS1, coincide invece con una stella blu di classe spettrale O7V, che sembrerebbe essere la responsabile della ionizzazione dei gas della nube; una terza sorgente, IRS2, corrisponde a una stella non oscurata, il cui contributo alla ionizzazione sarebbe molto esiguo. Nella regione è stato inoltre individuato un maser con emissioni H2O.